# Clixby
 (février 2024).
Clixby est un village et une ancienne paroisse civile du Lincolnshire, en Angleterre.